# Clusia lechleri
Clusia lechleri är en tvåhjärtbladig växtart som beskrevs av Henry Hurd Rusby. Clusia lechleri ingår i släktet Clusia och familjen Clusiaceae. Inga underarter finns listade i Catalogue of Life.